# Paolo Mantegazza
Paolo Mantegazza (Monza, 31 de outubro de 1831 — San Terenzo, 28 de agosto de 1910) foi um neurologista, fisiologista, antropólogo e autor de ficção italiano, conhecido por sua investigação experimental de folhas de coca e seus efeitos na psique humana.

## Vida
Paolo Mantegazza nasceu em Monza, em 31 de outubro de 1831, filho mais velho de Giovan Battista Mantegazza, magistrado chefe da cidade, e de Laura Solera Mantegazza. Seus pais tiveram mais dois filhos, Costanza e Emilio.
Aos 16 anos, sua vida foi dividida pelos movimentos revolucionários de 1848, que ocorreram não só em Veneza, mas em toda a Itália e em outros lugares da Europa. Em março daquele ano, os milaneses se juntaram a Viena na rejeição do controle austríaco sobre a Lombardia, e fizeram sua própria revolta. Paolo participou da batalha dos Cinco Dias de Milão, que se mostrou bem-sucedida em forçar os regimentos militares austríacos locais a recuarem. Sua mãe também participou, sendo posteriormente homenageada por seu papel como parte de uma brigada de voluntárias que cuidaram dos feridos durante o confronto para obter a independência lombarda. Os confrontos em Viena e Milão alimentaram a Primeira Guerra da Independência Italiana que acabou ocasionando a unificação das cidades-estados e dos reinos da península italiana.
Mantegazza estudou medicina na Universidade de Pisa e na Universidade de Pavia e, em 1854, após se formar médico nesta segunda instituição, passou alguns meses em Paris e depois viajou por vários lugares na Europa. Aos dezenove anos, publicou um livro sobre a atualmente desacreditada geração espontânea, e foi nomeado professor interino de Química na Escola Técnica de Milão.
"Physiology of Pleasure" (A Fisiologia do Prazer), primeiro de uma série de notáveis trabalhos antropológicos que tornaram o nome de Mantegazza famoso, foi concebido quando ele tinha apenas vinte e dois anos de idade. 
Em 1854, Mantegazza mudou-se para a América do Sul, continente onde, em Buenos Aires e em Entrerios, cidades argentinas, mas também no Paraguai, praticou medicina por quatro anos e realizou inúmeras observações naturais, botânicas, linguísticas, médicas, etnográficas e antropológicas. Em 1858 retornou para a Itália, onde praticou medicina e cirurgia no hospital militar durante a guerra de 1859. Em 1860, depois de prestar concurso, garantiu a cadeira de Patologia Geral na Universidade de Pavia, onde criou o primeiro laboratório de patologia experimental, de onde vários fisiologistas de renome saíram, dentre os quais o médico e pesquisador Giulio Bizzozero, além do futuro ganhador do prêmio Nobel, o citologista Camillo Golgi. 
Mantegazza nunca foi um líder político, mas sempre se identificou com o partido Liberal. Em 1876 ele foi eleito senador do reino da Itália, e participou por muito tempo da vida pública italiana.
Em 1870, se mudou para Florença, assumindo ali a primeira cadeira de Antropologia. Em Florença ele fundou o Museu Nacional de Antropologia e Etnologia, a Sociedade Italiana de Antropologia e também o periódico Archivio per l'Antropologia e la Etnologia. 
Mantegazza faleceu em San Terenzo, em 28 de agosto de 1910.

## Obra
Os trabalhos de Mantegazza são extremamente numerosos e variados. Ele escreveu memórias antropológicas, obras sobre medicina, crônicas de suas viagens, monografias sobre raças especiais, estudos biográficos e romances. 
Entre suas obras antropológicas mais importantes, todas extremamente influentes e traduzidas para as principais línguas europeias,  estão "La fisiologia del piacere ("A Fisiologia do Prazer"), "Physiology of Pain" ("A Fisiologia da Dor"), "La fisiologia dell'amore" ("A Fisiologia do Amor") e "Igiene dell'amore" ("Higiene do Amor"). 

## Experimentos com folhas de coca
As experiências de Mantegazza nos Andes peruanos incluíram investigações sobre o uso da coca (Erythroxylum coca). O efeito curioso produzido pela mastigação de folhas de coca já havia sido descrito por cientistas europeus anteriormente, entre os quais o médico espanhol Nicolás Monardes, cuja obra em vários volumes sobre as plantas indígenas das Américas recém-descobertas foi publicada na década de 1570.  
Dentre os trechos mais citados da obra de Paolo Mantegazza sobre o uso da coca, de 1859, estava sua afirmação de que "prefiro uma vida de dez anos com coca a uma de cem mil sem ela". O médico exaltou as virtudes da folha de coca como cura para a neurastenia, termo usado no século XIX para descrever uma série de sintomas físicos e mentais que incluíam fadiga, pressão alta e uma sensação generalizada de ansiedade. Sua crença de que também poderia ajudar os idosos, as pessoas socialmente tímidas ou mesmo atletas envolvidos em competições de resistência não foi considerada inválida ou desaconselhada. Como o acesso à folha de coca era tão rigorosamente restrito nas partes da América do Sul que ele visitou, havia poucas evidências de que ela fosse potencialmente prejudicial ou viciante.

## Bibliografia

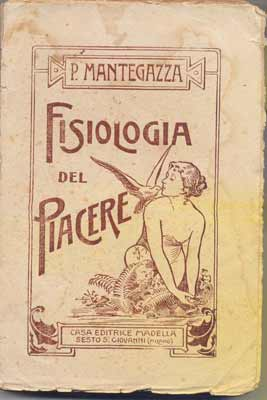
"Fisiologia del piacere", obra de 1880

### Obras científicas
Durante sua vida, Mantegazza foi um dentre poucos autores científicos cujos livros alcançaram grandes taxas de publicação na Europa. Os críticos o viam como alguém tão importante quanto Montaigne e Darwin.
Dentre as obras científicas de autoria de Mantegazza, em uma lista não-exaustiva, estão:
- "Fisiologia del Dolore" ("Fisiologia da Dor", de 1880);
- "La fisiologia dell'amore" ("Fisiologia do Amor", de 1896);
- "Elementi d'igiene" ("Elementos da Higiene", de 1875);
- "Fisonomia e Mimica" ("Fisionomia e Mímica", de 1883);
- "Gli Amori degli Uomini" ("As Relações Sexuais da Humanidade", de 1885);
- "Fisiologia dell'odio" ("Fisiologia do Ódio", de 1889);
- "Fisiologia della Donna" ("Fisiologia da Mulher", de 1893).

### Obras de ficção
Mantegazza também foi autor de ficção. Em 1876, escreveu um romance sobre o casamento entre pessoas com doenças, "Un Giorno a Madera" ("Um dia em Madera"), que causou bastante sensação. Em 1897, escreveu um romance menos conhecido, de 1897, com temáticas de ficção científica e futurista, chamado "L'Anno 3000: sogno" ("O Ano 3000: sonho").
Ele também escreveu o romance "Testa" ("Cabeça"), em 1887, uma continuação do renomado livro "Coração", de seu amigo Edmundo de Amicis, que conta a história do personagem Enrico durante sua adolescência.